# 里奥达斯佩德拉斯
里奥达斯佩德拉斯是巴西圣保罗州的一个市镇。总面积226.939平方公里，总人口26739人，人口密度117.8人/平方公里。